# Франция във Втората световна война
Франция участва във Втората световна война на страната на Съюзниците от 3 септември 1939 година до 22 юни 1940 година, след това на страната на Тристранния пакт, и от 23 октомври 1944 година до края на войната – отново на страната на Съюзниците.
Франция обявява война на Германия непосредствено след германското нападение срещу Полша, но до лятото на 1940 година претърпява поражение, голяма част от страната е окупирана, а в останалите области е установен зависимият от Германия Режим от Виши, който запазва известна автономия, но съдейства на Тристранния пакт във войната. В континентална Франция, нейните владения и в съюзническите държави се организира значително Съпротивително движение, което към 1943 година установява контрол над всички френски задморски владения. Съюзниците завземат територията на континентална Франция през лятото на 1944 година и през октомври властта е поета от просъюзническо правителство, което продължава военните действия срещу Германия.